# Operation Atalanta
Die European Union Naval Force – Somalia (EU NAVFOR Somalia) – Operation Atalanta ist eine seit 2008 bestehende multinationale Mission der Europäischen Union (EU) zum Schutz von humanitären Hilfslieferungen nach Somalia, der freien Seefahrt und zur Bekämpfung der Piraterie vor der Küste Somalias am Horn von Afrika im Golf von Aden und bezeichnet gleichzeitig einen gemischten multinationalen Marineverband (Flottille). Die Mission ist die erste Marineoperation der EU und wurde zuletzt am 12. Dezember 2022 bis zum 31. Dezember 2024 verlängert.

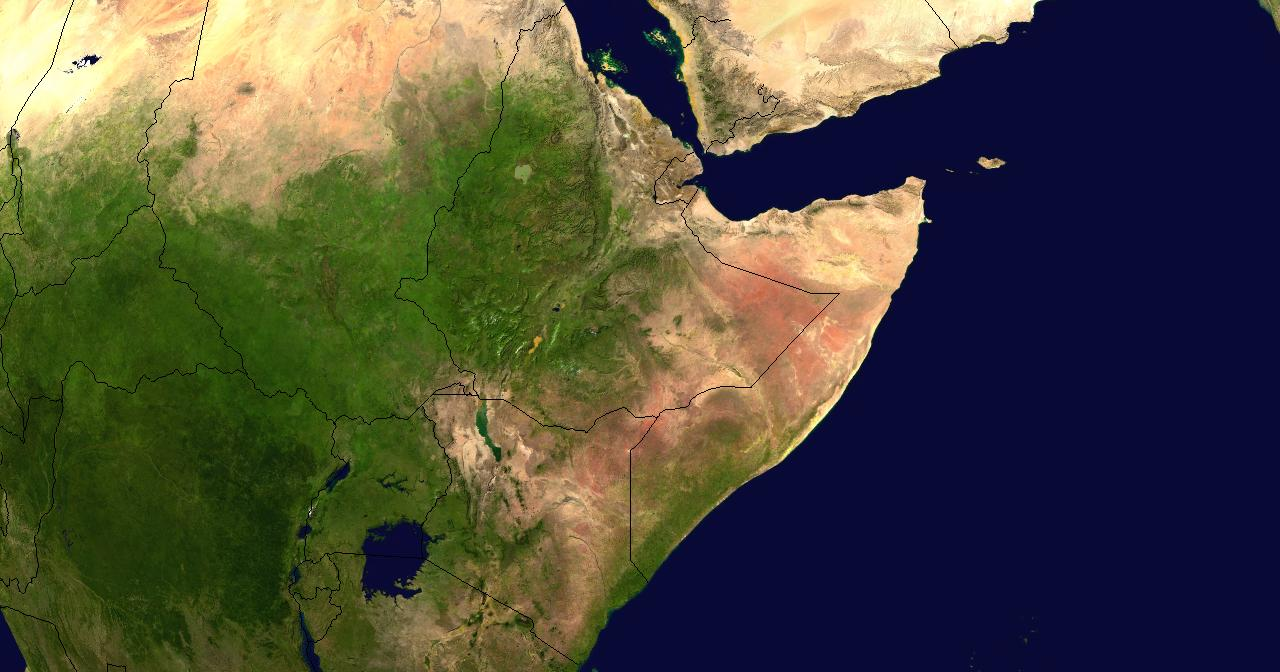
Satellitenaufnahme der Region

Die Abkürzung NAVFOR steht für Naval Forces ‚Seestreitkräfte‘. Der Operationsname Atalanta lehnt sich an die gleichnamige jungfräuliche Jägerin aus der griechischen Mythologie an.

## Geschichte

### Hintergrund

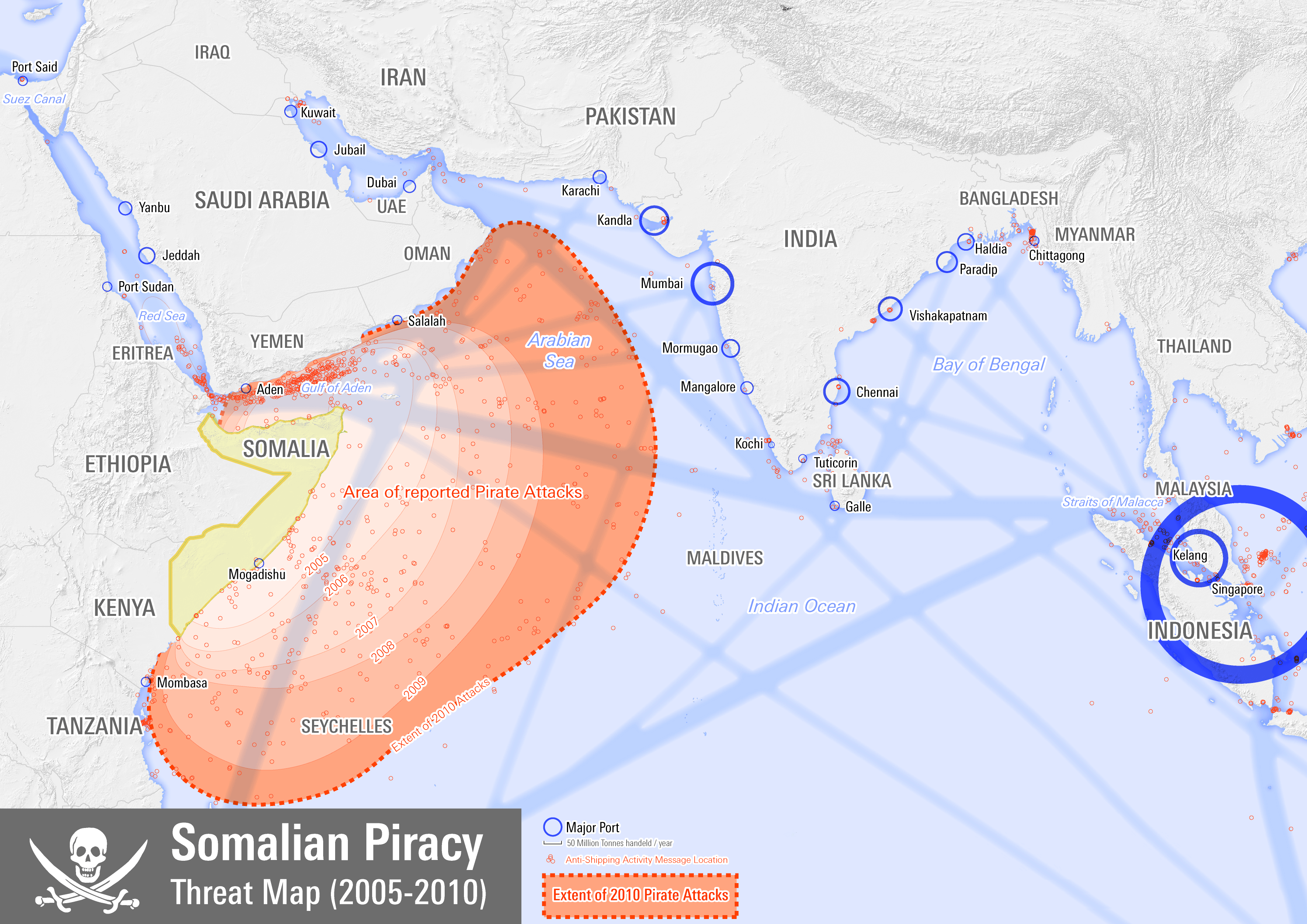
Piratenangriffe von 2005 bis 2010 im Indischen Ozean

Die Küste vor Somalia gilt aufgrund der Bedrohung durch Piraten als eines der gefährlichsten Gewässer der Welt. Besonders im Golf von Aden, der eine zentrale Schifffahrtsroute vor allem für Öllieferungen aus dem Nahen Osten bildet, ist der Schutz der Handelsschiffe notwendig. Die EU-Mission trat die Nachfolge der NATO-Operation Operation Allied Provider an.
Im Jahr 2008 kaperten Piraten aus Somalia mehr als 30 Schiffe.

### Aufstellung

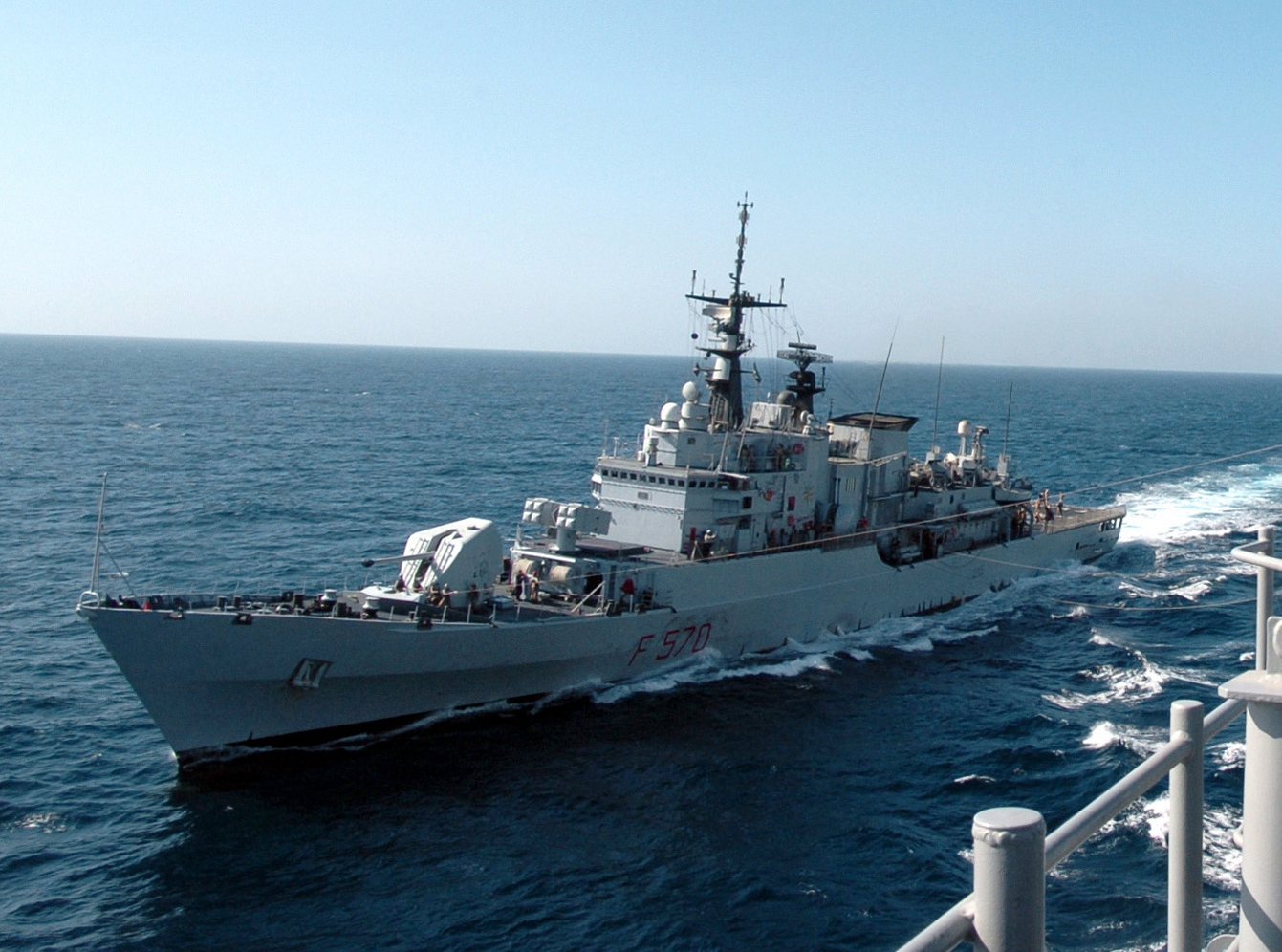
Die italienische Fregatte ITS Maestrale war Teil der Operation Atalanta im Jahr 2015/2016

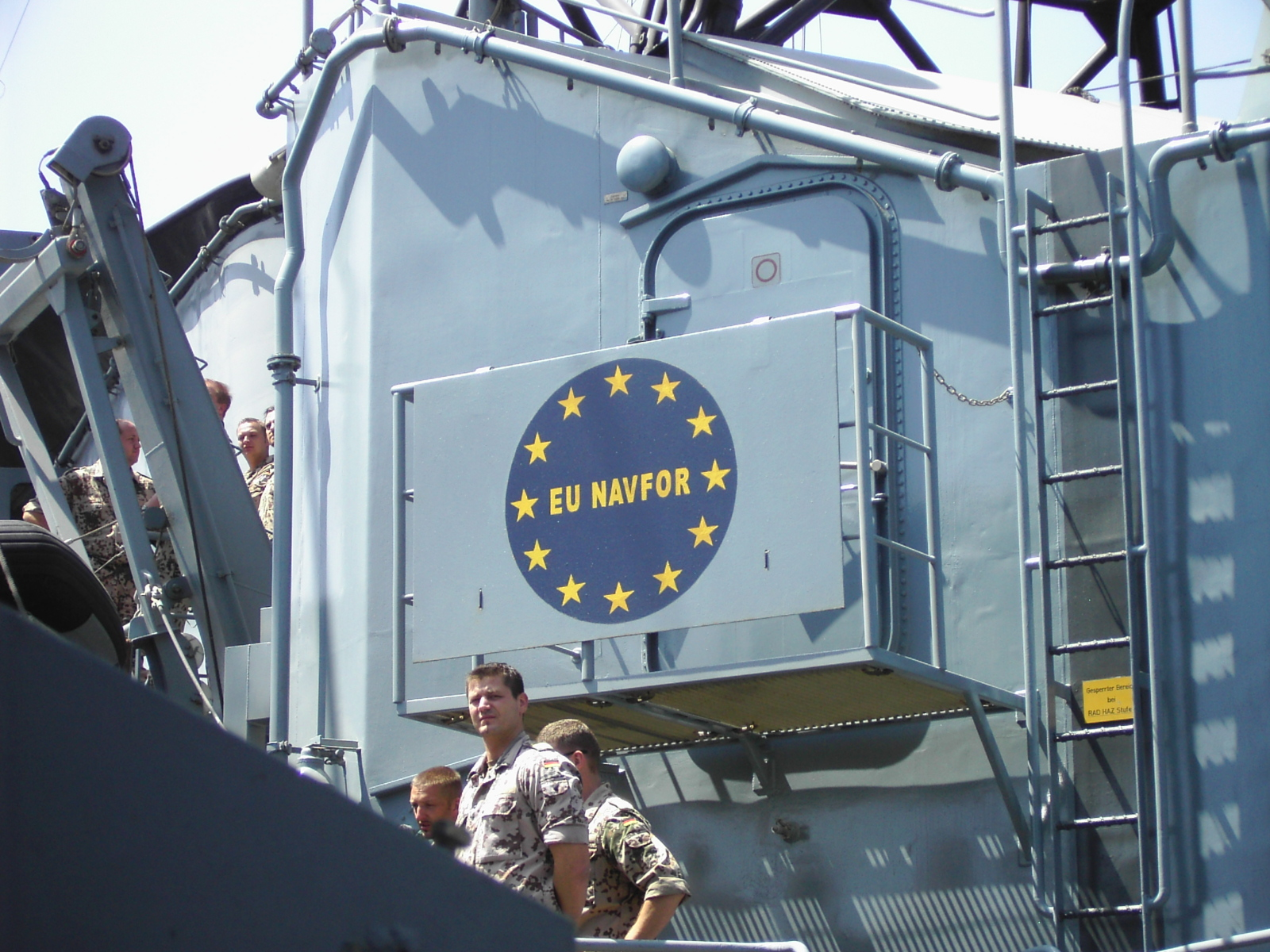
EU-Emblem auf einem deutschen Kriegsschiff

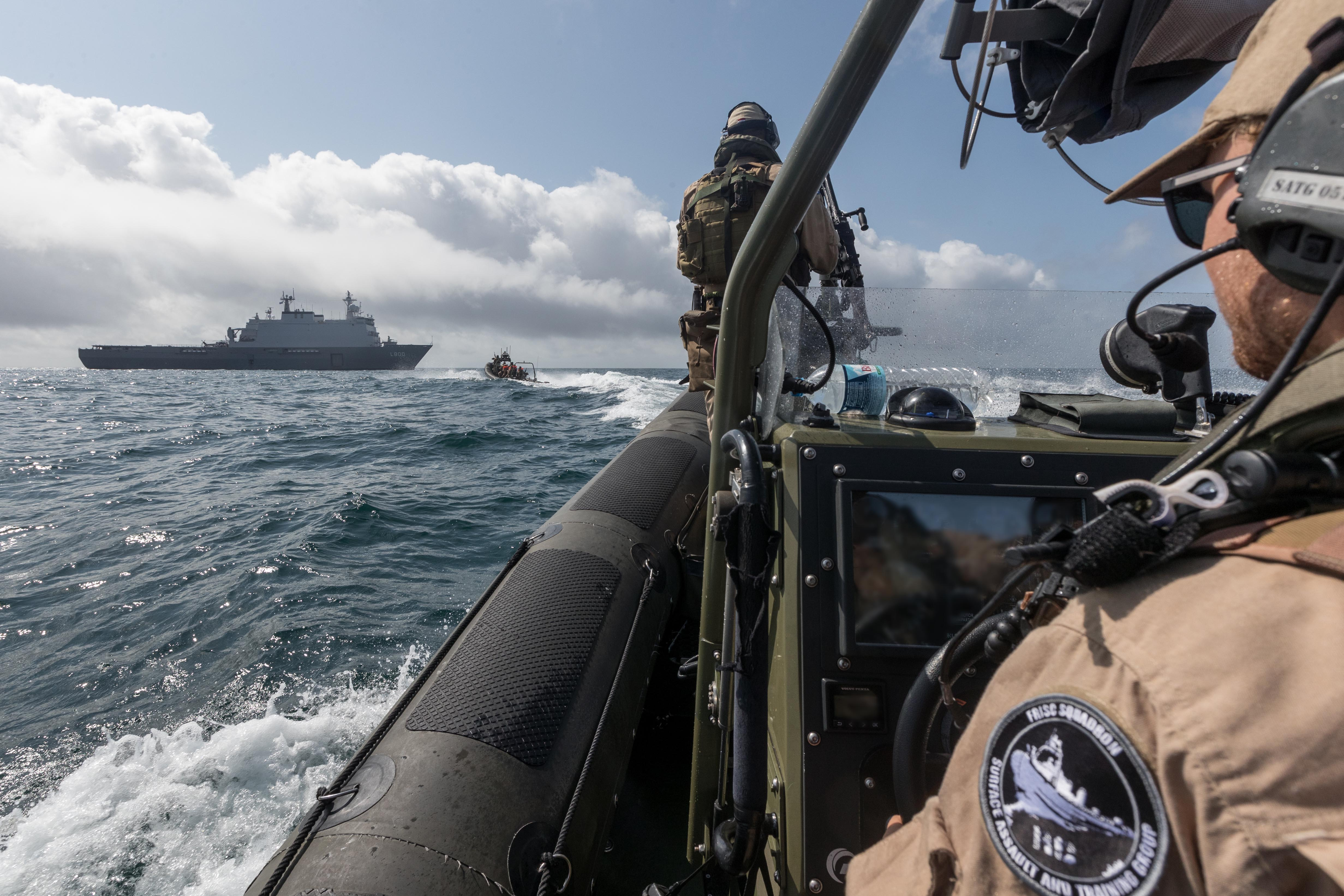
Einsatz eines Boardingteams auf einem Speedboot

Im September 2008 wurde zunächst eine Zelle (European Union Naval Coordination Cell – EU NAVCO) eingerichtet, die den Auftrag hatte, im Rahmen der Resolution 1816 des UN-Sicherheitsrates den Schutz des Schiffsverkehrs vor der somalischen Küste zu koordinieren.
Anfang November 2008 beschloss die Europäische Union, im Rahmen der Mission EU NAVFOR Somalia (Operation Atalanta) mehrere Kriegsschiffe und Soldaten zur Bekämpfung der Piraterie vor die Küste Somalias zu entsenden und die bisherige NATO-Operation Allied Provider mit Schiffen der Standing NATO Maritime Group 2 abzulösen. Die EU-Operation übernahm die Aufgaben der EU NAVCO und begann am 8. Dezember 2008 mit französischen und britischen Schiffen. Sie war zunächst auf einen Zeitraum von zwölf Monaten begrenzt.
Am 23. März 2012 wurde das Einsatzgebiet auf das somalische Küstengebiet und Gewässer im Landesinnern ausgeweitet.

### Verlauf der Operation
Die Operation begann am 8. Dezember 2008, am 13. Dezember wurde eine erste Anfangsbefähigung (Initial Operational Capability) erreicht und der erste Einsatz erfolgte mit der Begleitung des Motorschiffes Semlow von Mombasa nach Mogadischu durch die britische Fregatte HMS Northumberland.
Am 25. Dezember 2008 wehrten deutsche Soldaten einen Piratenangriff auf den ägyptischen Frachter Wabi al Arab ab. Die Kaperung konnte durch den Einsatz eines Bordhubschraubers der Fregatte Karlsruhe verhindert werden. Das Piratenboot wurde im weiteren Verlauf durch die Karlsruhe aufgebracht und die Angreifer entwaffnet, später jedoch wieder freigelassen.
Die französischen Soldaten der Fregatte Floréal brachten am 27. Januar 2009 zwei verdächtige Schiffe auf und nahmen deren Besatzung fest.
Am 3. März 2009 konnten einige Piraten nach einem Angriff auf einen Frachter festgenommen werden. Beteiligt waren Hubschrauber der Fregatte Rheinland-Pfalz und des Kreuzers Monterey.
Nach Angaben der EU wurden in den ersten drei Märzwochen 2010 durch Einheiten von Atalanta und der NATO-Operation Ocean Shield insgesamt 15 Piratengruppen zerschlagen.
Am 13. August 2011 übernahm Deutschland die Operationsführung, mit der Fregatte Bayern als Flaggschiff. Die Deutsche Marine hat ihren Beitrag für die Zeit der deutschen Führung vergrößert und neben der Fregatte Köln Seefernaufklärer entsandt. Das deutsche Kommando endete am 6. Dezember 2011.
Am 15. Mai 2012 wurden erstmals Einrichtungen von mutmaßlichen Seeräubern an der Küste Somalias aus der Luft beschossen, was in Übereinstimmung mit der somalischen Übergangsregierung geschah. Ausrüstung von Piraten sei zerstört worden, wobei kein Somalier zu Schaden gekommen sei und auch kein Soldat des EU-Einsatzes somalischen Boden betreten habe. Alle Kräfte seien nach Einsatzende sicher zu den EU-Kriegsschiffen zurückgekehrt.
Am 14. Oktober 2013 wurden der somalische Piratenführer Mohammed Abdi Hassan und sein Stellvertreter Mohammed Aden wegen Piraterie auf dem Flughafen Brüssel-Zaventem festgenommen.
Von 2009 bis Juli 2015 wurden 313 Schiffe mit insgesamt 959.804 Tonnen Hilfsgüter des Welternährungsprogramm der Vereinten Nationen (WFP) und 126 Schiffe für die Mission der Afrikanischen Union in Somalia (AMISOM) durch die Marineoperation geschützt. Insgesamt 155 Piraten wurden den Behörden zur Strafverfolgung übergeben und davon bisher 128 gerichtlich verurteilt.
Am 13. März 2017 wurde der Tanker Aris 13 mit acht Seeleuten aus Sri Lanka an Bord von Piraten im Golf von Aden geentert. Das Schiff nahm anschließend Kurs auf Aluula. Nach vier Tagen verließen die Piraten das gekaperte Schiff wieder. Die Besatzung wurde anschließend von Seeleuten der französischen Fregatte Courbet (als Teil von EUNAVFOR Atalanta) mit Lebensmitteln versorgt.
Zum Jahr 2022 hat die Bundeswehr sich aus der Operation Atalanta zurückgezogen.
|                                  | 2008 | 2009 | 2010 | 2011 | 2012 | 2013 | 2014 | 2015 | 2016 | 2017 |
| -------------------------------- | ---- | ---- | ---- | ---- | ---- | ---- | ---- | ---- | ---- | ---- |
| Verdächtige Ereignisse           | 008  | 059  | 099  | 166  | 074  | 020  | 5    | 1    | 2    | 2    |
| Piratenangriffe und Geiselnahmen | 024  | 163  | 174  | 176  | 035  | 007  | 2    | 0    | 1    | 6    |

## Auftrag

### Operationsziel

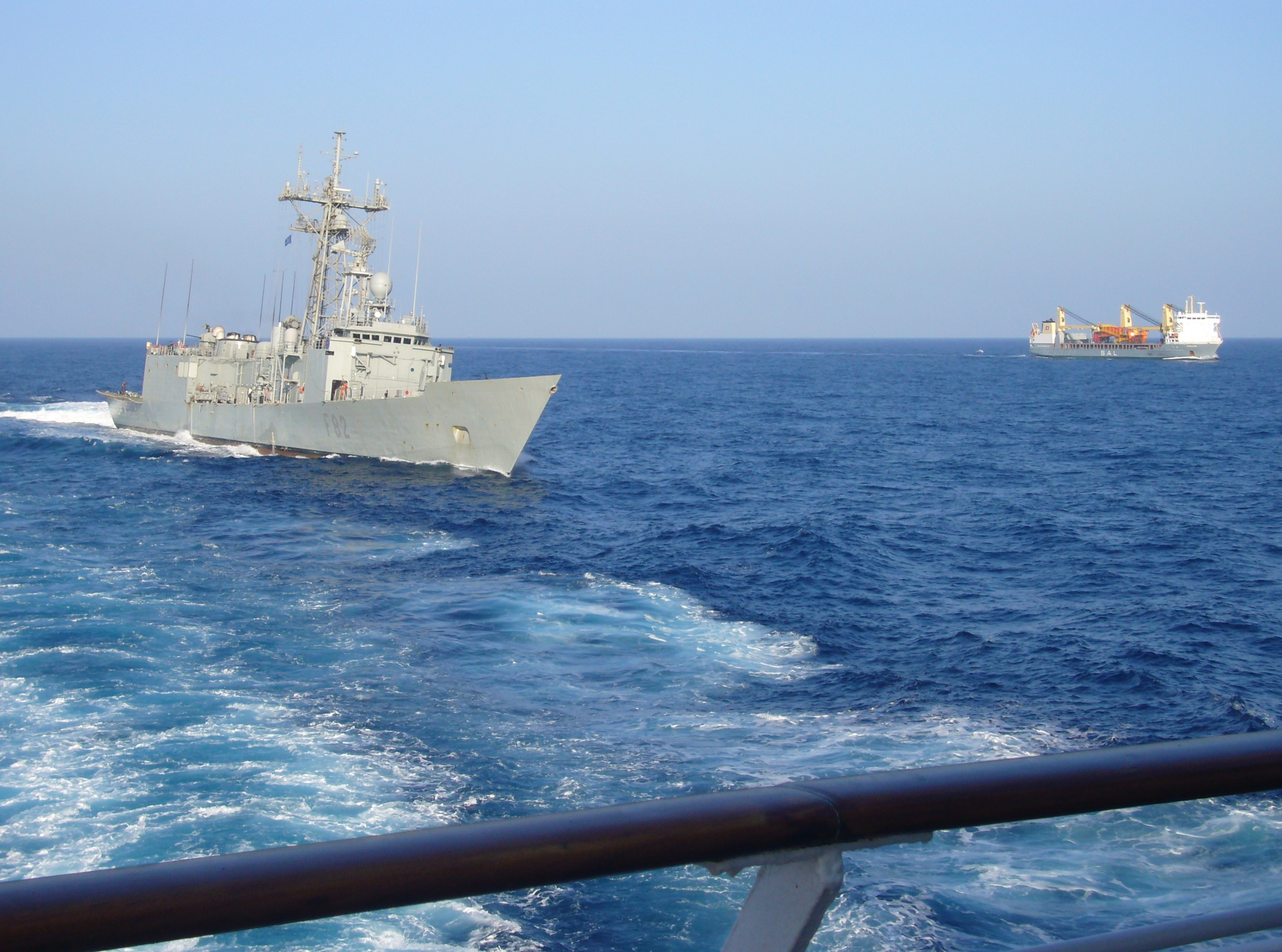
Die spanische Fregatte Viktoria während der Begleitung eines Konvois durch den Golf von Aden

Der Hauptauftrag des Marineverbands sind der Schutz humanitärer Hilfslieferungen des Welternährungsprogramms der Vereinten Nationen nach Somalia sowie der Schutz logistischer Seetransporte der Mission der Afrikanischen Union in Somalia (AMISOM). Weitere Bestandteile des Auftrages sehen den Schutz der Handelsschifffahrt im Golf von Aden und die Bekämpfung jeglicher Piraterie sowie die Mitwirkung bei der Überwachung der Fischerei vor der somalischen Küste vor. Laut Beschluss des Rats der Europäischen Union vom 10. November 2008 ist die Mission zur Abwehr von Überfällen auf See zum Einsatz aller notwendigen Mittel befugt, um ihre Aufgabe durchzusetzen.
Auf einem informellen Treffen haben die EU-Verteidigungsminister am 24. Februar 2010 beschlossen, die Mission von Ende März an dahingehend auszuweiten, dass zum einen die Häfen, von denen aus Piraten operieren überwacht werden und zum anderen die Mutterschiffe der Piraten neutralisiert werden sollen.
Das Politische und Sicherheitspolitische Komitee (PSK) der EU hat am 13. Mai 2011 als Reaktion auf die sich verschlechternde Lage eine Änderung des Operationsplans und neue Einsatzregeln für Atalanta beschlossen. Zu den neuen Maßnahmen gehören der verstärkte Einsatz von individuellen Schutzteams für Schiffe (Vessel Protection Detachments; VPD), das Vorhalten von Kräften und Fähigkeiten für Geiselbefreiungsoperationen, der Einsatz von Reizstoffen zur Auftragsdurchsetzung und das robustere Vorgehen gegen die Mutterschiffe der Piraten.
In enger Abstimmung mit der Operation Atalanta wird die Operation Aspides durchgeführt, die ebenfalls einen Beitrag zur maritimen Sicherheit im westlichen Indischen Ozean und im Roten Meer leisten soll.

### Rechtsgrundlage
Die rechtliche Grundlage der Operation bilden das allgemeine Völkerrecht, das Seerechtsübereinkommen (SRÜ) der Vereinten Nationen von 1982, die Bestimmungen folgender Resolutionen des Sicherheitsrats der Vereinten Nationen (UNSC):
- 1814 (2008) vom 15. Mai 2008,
- 1816 (2008) vom 2. Juni 2008,
- 1838 (2008) vom 7. Oktober 2008,
- 1846 (2008) vom 2. Dezember 2008,
- 1851 (2008) vom 16. Dezember 2008,
- 1897 (2009) vom 30. November 2009,
- 1950 (2010) vom 23. November 2010,
- 2020 (2011) vom 22. November 2011,
- 2077 (2012) vom 21. November 2012,
- 2125 (2013) vom 18. November 2013,
- 2184 (2014) vom 12. November 2014

und nachfolgender Resolutionen des Sicherheitsrates in Verbindung mit der Gemeinsamen Aktion 2008/851/Gemeinsame Außen- und Sicherheitspolitik (GASP) des Rates der Europäischen Union vom 10. November 2008 und nachfolgender Beschlüsse des Rates der EU:
- Beschluss 2009/907/GASP vom 8. Dezember 2009,
- Beschluss 2010/437/GASP vom 30. Juli 2010,
- Beschluss 2010/766/GASP vom 7. Dezember 2010,
- Beschluss 2012/174/GASP vom 23. März 2012,
- Beschluss 2014/827/GASP vom 1. November 2014  und dem
- Beschluss 2016/2082/GASP vom 28. November 2016[27] sowie gegebenenfalls erforderliche multilaterale Vereinbarungen.

## Organisation
An der EU NAVFOR Somalia nehmen neben Schiffen mit Hubschraubern auch Aufklärungsflugzeuge sowie Bordschutzkräfte teil. Als logistische Basis wird hauptsächlich Dschibuti genutzt.

### Beteiligte Nationen
Derzeit beteiligen sich Deutschland, Frankreich, Italien, die Niederlande und Spanien ständig an der Operation. Als erster Nicht-EU-Staat war von August 2009 bis Januar 2010 Norwegen mit einem Schiff im Einsatz. Darüber hinaus entsenden mehrere Staaten Personal in das Operation Headquarters in Rota.
Österreich beteiligt sich mit geschätzten 191.000 Euro, entsendet aber keine Truppen.

### Führung

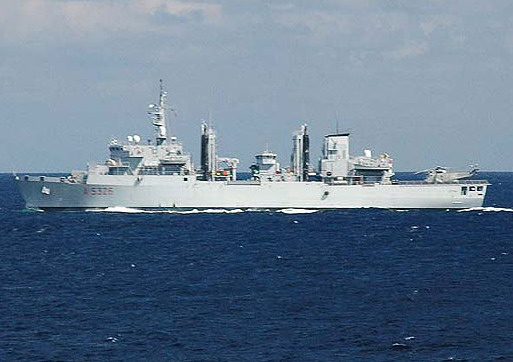
ITS Etna, Flaggschiff der EU NAVFOR von Dezember 2009 bis April 2010

Das Operation Headquarters als Hauptquartier auf der militärstrategischen Ebene befand sich in Northwood bei London. Dort wurde ein Sicherheitszentrum eingerichtet, das der Schifffahrt als Ansprechpartner dient. Operation Commander war ein britischer Konteradmiral oder Generalmajor. Im Zuge des Austritts von Großbritannien aus der Europäischen Union wurde das Hauptquartier der Mission zum Spanischen Marinehauptquartier SPMARFOR nach Rota, Spanien verlegt. Der Kommandeur dieses Hauptquartiers, ein Vizeadmiral der spanischen Marine, ist in Zukunft in Personalunion, der Operation Commander.
| Nr. | Land                   | Dienstgrad    | Name                     | Beginn der Berufung |
| --- | ---------------------- | ------------- | ------------------------ | ------------------- |
| 1.  | Vereinigtes Königreich | Konteradmiral | Philip Jones             | 8. Nov. 2008        |
| 2.  | Vereinigtes Königreich | Konteradmiral | Peter Derek Hudson       | 3. Juni 2009        |
| 3.  | Vereinigtes Königreich | Generalmajor  | Buster Howes             | 14. Juni 2010       |
| 4.  | Vereinigtes Königreich | Konteradmiral | Duncan Potts             | 1. Aug. 2011        |
| 5.  | Vereinigtes Königreich | Konteradmiral | Robert „Bob“ Tarrant     | 16. Jan. 2013       |
| 6.  | Vereinigtes Königreich | Generalmajor  | Martin Smith             | 28. Aug. 2014       |
| 7.  | Vereinigtes Königreich | Generalmajor  | Rob Magowan              | 3. Juni 2016        |
| 8.  | Vereinigtes Königreich | Generalmajor  | Charlie Stickland        | 7. Nov. 2017        |
| 9.  | Spanien                | Vizeadmiral   | Antonio Martorell Lacave | 29. März 2019       |
| 10. | Spanien                | Generalmajor  | Antonio Planells Palau   | 1. Oktober 2019     |

Vor Ort wird der Verband durch den Force Commander geführt:
| Nr. | Land         | Dienstgrad        | Name                                           | Beginn der Berufung | Flaggschiff                                   |
| --- | ------------ | ----------------- | ---------------------------------------------- | ------------------- | --------------------------------------------- |
| 1. | Griechenland | Kapitän zur See   | Antonios Papaioannou                           | 8. Dez. 2008        | Fregatte F Psara (F 454)                      |
| 2. | Spanien      | Kapitän zur See   | Juan Garat Caramé                              | 6. Apr. 2009        | Fregatte Numancia (F 83)                      |
| 3. | Niederlande  | Commodore         | Pieter Bindt                                   | 13. Aug. 2009       | Fregatte Evertsen                             |
| 4. | Italien      | Flottillenadmiral | Giovanni Gumiero                               | 13. Dez. 2009       | Versorger Etna (A 5326)                       |
| 5. | Schweden     | Flottillenadmiral | Jan Thörnqvist                                 | 14. Apr. 2010       | Patrouillenboot Carlskrona (P 04)             |
| 6. | Frankreich   | Flottillenadmiral | Philippe Coindreau                             | 14. Aug. 2010       | Zerstörer De Grasse (D 612)                   |
| 7. | Spanien      | Flottillenadmiral | Juan Rodriguez Garat                           | 14. Dez. 2010       | Versorger Patiño (A 14) (bis 24. Januar 2011) |
| 8. | Deutschland  | Flottillenadmiral | Thomas Jugel                                   | 13. Aug. 2011       | Fregatte Bayern                               |
| 9. | Spanien      | Flottillenadmiral | Jorge Manso Revilla                            | 6. Dez. 2011        | Versorger Patiño (A 14)                       |
| 10. | Frankreich   | Flottillenadmiral | Jean-Baptiste Dupuis                           | 7. Apr. 2012        | Versorger Marne (A 630)                       |
| 11. | Italien      | Flottillenadmiral | Enrico Credendino                              | 6. Aug. 2012        | Landungsschiff San Giusto (L 9894)            |
| 12. | Spanien      | Flottillenadmiral | Pedro Ángel García de Paredes Pérez de Sevilla | 6. Dez. 2012        |                                               |
| 13. | Portugal     | Commodore         | Jorge Novo Palma                               | 6. Apr. 2013        | Fregatte NRP Álvares Cabral (F331)            |
| 14. | Niederlande  | Commodore         | Peter Lenselink                                | 6. Aug. 2013        | Landungsschiff Johan de Witt (L801)           |
| 15. | Frankreich   | Flottillenadmiral | Hervé Bléjean                                  | 2. Dez. 2013        | Docklandungsschiff Siroco (L9012)             |
| 16. | Deutschland  | Flottillenadmiral | Jürgen zur Mühlen                              | 6. Apr. 2014        | Fregatte Brandenburg                          |
| 17. | Italien      | Flottillenadmiral | Guido Rando                                    | 6. Aug. 2014        | Zerstörer Andrea Doria (D 553)                |
| 18. | Schweden     | Konteradmiral     | Jonas Haggren                                  | 13. Feb. 2015       | Landungsschiff Johan de Witt (L801)           |
| 19. | Spanien      | Flottillenadmiral | Alfonso Gómez Fernández de Córdoba             | 6. Mai 2015         | Landungsschiff Galicia (L51)                  |
| 20. | Italien      | Flottillenadmiral | Stefano Barbieri                               | 8. Okt. 2015        | Fregatte Carabiniere (F593)                   |
| 21. | Deutschland  | Flottillenadmiral | Jan C. Kaack                                   | 23. März 2016       | Fregatte Bayern (F 217)                       |
| 22. | Niederlande  | Flottillenadmiral | René Luyckx                                    | 6. Aug. 2016        | Fregatte Tromp                                |
| 23. | Spanien      | Flottillenadmiral | Rafael Fernández-Pintado Muñoz-Rojas           | 24. Februar 2017    | Landungsschiff Galicia (L51)                  |
| 24. | Italien      | Flottillenadmiral | Fabio Gregori                                  | 27. Juli 2017       | Fregatte Virginio Fasan (F591)                |
| 12/17-04/18 Kein Force Commander vor Ort, Führung durch Deputy Operation Commander aus dem HQ Northwood |              |                   |                                                |                     |                                               |
| 25. | Italien      | Flottillenadmiral | Simone Malvagna                                | 5. April 2018       | Fregatte Carlo Margottini                     |
| 26. | Spanien      | Flottillenadmiral | Alfonso Nanclares                              | 6. Aug. 2018        | Landungsschiff Castilla (L52)                 |
| 27. | Spanien      | Flottillenadmiral | Ricardo Hernandez                              | 9. März 2019        | Fregatte Navarra                              |
| 28. | Italien      | Flottillenadmiral | Armando Paolo Simi                             | 23. Juli 2019       | Fregatte ITS Marceglia                        |
| 29. | Portugal     | Commodore         | José António Vizinha                           | 3. Dez. 2019        | Fregatte Numancia Spanien                     |
| 30. | Spanien      | Flottillenadmiral | Ignacio Villanueva Serrano                     | 3. Mai 2020         | Fregatte Santa María (34. Rotation)           |
| 31. | Italien      | Flottillenadmiral | Riccardo Marchiò                               | 27. Aug. 2020       | Fregatte ITS Luigi Rizzo (35. Rotation)       |

Der Force Commander der 34. Rotation, Flottillenadmiral Ignacio Villanueva Serrano wurde, da er selbst COVID-19 infiziert war, erst mit sieben Wochen Verzögerung eingeschifft. Die Führung übernahm in dieser Zeit stellvertretend der Chef des Stabes.

## Beitrag der Bundeswehr

### Mandat

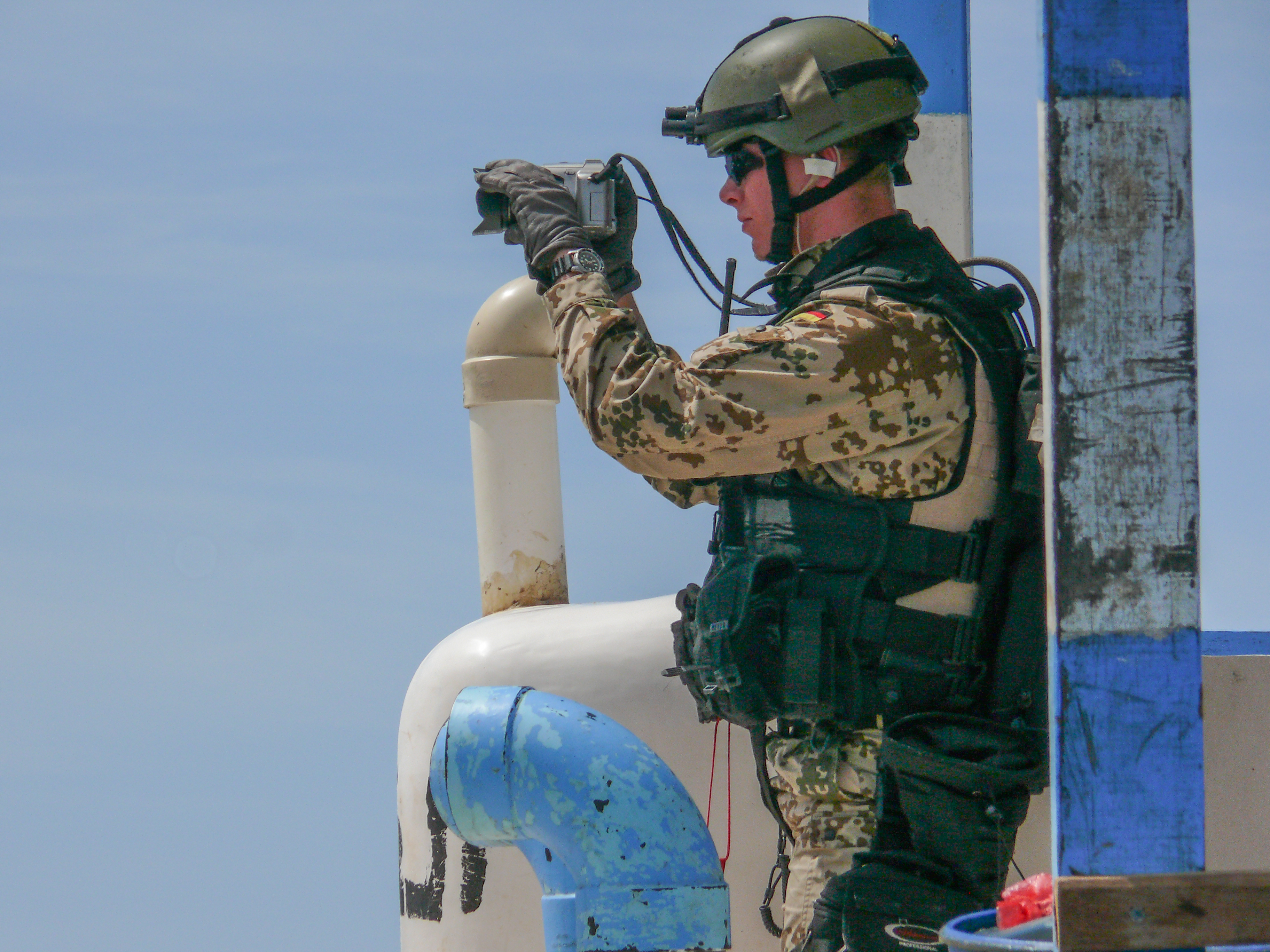
Ein deutscher Marinesoldat
während der Operation Atalanta

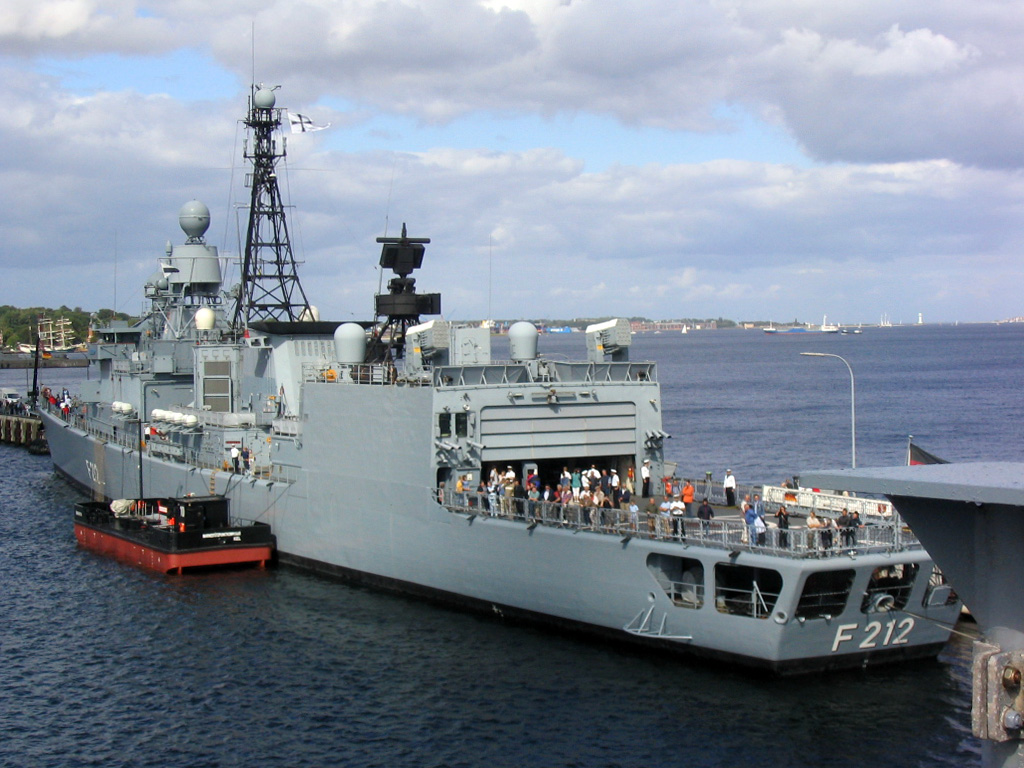
Die deutsche Fregatte Karlsruhe

Die deutsche Beteiligung erfolgte ab 22. Dezember 2008 durch Beschluss des Bundestags vom 19. Dezember 2008 mit 491 Ja-Stimmen (88 Prozent) von 558 abgegebenen Stimmen. Der Schwerpunkt des deutschen Beitrags liegt im „Schutz für die Schiffe des Welternährungsprogramms“, auch durch Einsatz „von bewaffneten Kräften an Bord dieser Schiffe, insbesondere wenn sie die Hoheitsgewässer Somalias durchqueren“. Darüber hinaus sollen die deutschen Kräfte „im Einzelfall und bei Bedarf […] zivilen Schiffen im Operationsgebiet“ Schutz gewähren und zur „Überwachung der Gebiete vor der Küste Somalias, einschließlich der somalischen“, sowie „zur Abschreckung, Verhütung und Beendigung von seeräuberischen Handlungen oder bewaffneten Raubüberfällen, die im Operationsgebiet begangen werden könnten“ beitragen.
Die Aktivitäten der Bundeswehr im Rahmen von Atalanta umfassen seit Juni 2009 auch den Einsatz von Bordschutzkräften der Marine an Bord von Handelsschiffen. Zu deren Schutz werden jeweils etwa zehn Soldaten mit Waffen, Munition und eigener Verpflegung auf einem gefährdeten Schiff einquartiert, sofern die dafür erforderlichen rechtlichen Voraussetzungen vorliegen.
Am 18. April 2012 beschloss die Bundesregierung, das Einsatzgebiet der Operation um die Küstengebiete und inneren Küstengewässer Somalias zu erweitern. Deutsche Soldaten können auf dieser Grundlage auch aus der Luft gegen logistische Einrichtungen der Piraten (z. B. Boote, Waffenlager) vorgehen. Erlaubt ist ein Einsatz bis zu maximal zwei Kilometer vom Strand bis ins Landesinnere hinein. Ein Bodeneinsatz deutscher Soldaten ist, mit Ausnahme von Rettungsmaßnahmen, nicht vorgesehen. Gleichzeitig wurde das deutsche Mandat bis zum 31. Mai 2013 verlängert. Diesen Entscheidungen stimmten 305 der 570 Bundestagsabgeordneten – die Mehrheit der schwarz-gelben Koalition – am 10. Mai 2012 zu. Die drei Oppositionsparteien SPD, Grüne und Die Linke versagten der neu definierten Mission ihre Zustimmung.
Einer erneuten Mandatsverlängerung stimmten am 22. Mai 2014 461 Abgeordnete zu, 70 stimmten dagegen und 51 enthielten sich. Das Mandat umfasste zu diesem Zeitpunkt eine Personalobergrenze von 1200 Soldaten und war bis zum 31. Mai 2015 befristet.
Am 29. April 2015 hat die Bundesregierung die Fortsetzung der Beteiligung bewaffneter deutscher Streitkräfte an der Operation EU NAVFOR Atalanta mit bis zu 950 Soldaten bis zum 31. Mai 2016 beschlossen. Am 12. Mai 2016 folgte eine weitere Verlängerung der deutschen Beteiligung bis längstens 31. Mai 2017. Die Personalobergrenze wurde auf 600 Soldaten reduziert. Am 18. Mai 2017 stimmten 461 von 630 Abgeordneten (73,2 %) einer weiteren Verlängerung der deutschen Beteiligung bis längstens 31. Mai 2018 zu, die Obergrenze von 600 Soldaten blieb erhalten. 2018 wurde die Beteiligung bis 31. Mai 2019 verlängert. Am 8. April 2019 wurde eine erneute Verlängerung des Mandats bis zum 31. Mai 2020 beschlossen. Die Personalobergrenze wurde auf 400 Soldaten reduziert. Der Bundestag hat am 27. Mai 2020 die Fortsetzung des Einsatzes der Bundeswehr am Horn von Afrika bis zum 31. Mai 2021 bei einer Mandatsobergrenze von 400 Soldaten beschlossen. Nach einer weiteren Verlängerung beschloss die Bundesregierung im März 2022, die Beteiligung zum 30. April 2022 zu beenden.

### Eingesetzte Kräfte
Die Deutsche Marine setzte als erstes Schiff die Fregatte Karlsruhe ein. Mittlerweile wurden diverse Fregatten, Versorgungsschiffe und Betriebsstofftanker eingesetzt.
Deutschland stellt zeitweise den Deputy Operation Commander im Hauptquartier in Northwood. Im Stationierungsland Dschibuti ist Personal im „Support Element ATALANTA“ im Einsatz, das den logistischen Abstützpunkt für die Schiffe am Horn von Afrika betreibt. In den Zwischenmonsunzeiten – wenn die Seegangsbedingungen im Golf von Aden und im Indischen Ozean Piraterieaktivitäten zulassen – kommt außerdem ein Seefernaufklärungsflugzeug vom Typ P-3C „Orion“ zum Einsatz.
Seit Übergabe des Force Command an die Niederlande und Abzug der Fregatte Bayern am 6. August 2016 stellt Deutschland keine seegehenden Einheiten für Atalanta.
| Einsatzzeitraum                         | Deutscher Beitrag                                                                                            | Kontingentführer                                                                         | Bemerkungen |
| --------------------------------------- | --- | ---------------------------------------------------------------------------------------- | --- |
| Dezember 2008 – Februar 2009            | Fregatte Karlsruhe                                                                                           | FKpt Hans-Joachim Kuhfahl                                                                | |
| Februar 2009                            | Fregatte Rheinland-Pfalz Fregatte Emden Betriebsstofftanker Spessart Einsatzgruppenversorger Berlin          | FKpt Hans-Joachim Kuhfahl                                                                | |
| März 2009 – April 2009                  | Fregatte Rheinland-Pfalz Fregatte Emden Betriebsstofftanker Spessart Einsatzgruppenversorger Berlin          | FKpt Hans-Joachim Kuhfahl                                                                | Emden und Spessart aus SNMG 1 herausgelöst. |
| Mai 2009 – Juli 2009                    | Fregatte Rheinland-Pfalz Fregatte Emden Betriebsstofftanker Spessart Einsatzgruppenversorger Berlin          | FKpt Hans-Joachim Kuhfahl                                                                | Berlin aus SNMG 2 rausgelöst. |
| Juni 2009 – August 2009                 | Fregatte Brandenburg                                                                                         | FKpt Torsten Ites                                                                        | |
| August 2009 – Dezember 2009             | Fregatte Karlsruhe                                                                                           | FKpt Torsten Ites                                                                        | |
|                                         | Fregatte Bremen                                                                                              | FKpt Götz Eichberg                                                                       | |
| Januar 2010 – Mai 2010                  | Fregatte Emden                                                                                               | FKpt Ulrich Brosowsky                                                                    | |
| Mai 2010 – September 2010               | Fregatte Schleswig-Holstein                                                                                  | FKpt Nils Brandt                                                                         | |
| September 2010 – November 2010          | Fregatte Köln Betriebsstofftanker Rhön                                                                       | FKpt Christopher Karow                                                                   | |
| November 2010 – März 2011               | Fregatte Hamburg                                                                                             | FKpt Frank Schwarzhuber                                                                  | Estnisches Boardingteam |
| Februar 2011 – Juli 2011                | Seefernaufklärer P-3C ORION                                                                                  | FKpt Wilhelm Tobias Abry                                                                 | |
| März 2011 – August 2011                 | Fregatte Niedersachsen                                                                                       | FKpt Wilhelm Tobias Abry                                                                 | |
| August 2011 – Dezember 2011             | Fregatte Bayern Fregatte Köln Seefernaufklärer P-3C ORION                                                    | FKpt Andreas-Peter Graf von Kielmansegg (Kdt Bayern)                                     | |
| September 2011 – November 2011          | Fregatte Bayern Fregatte Köln Seefernaufklärer P-3C ORION                                                    | FKpt Andreas-Peter Graf von Kielmansegg (Kdt Bayern)                                     | Bayern Flaggschiff für Force Commander FltlAdm Thomas Jugel |
| September 2011–Dezember 2011            | Fregatte Bayern Fregatte Köln Seefernaufklärer P-3C ORION                                                    | FKpt Andreas-Peter Graf von Kielmansegg (Kdt Bayern)                                     | |
| November 2011 – Februar 2012            | Fregatte Lübeck                                                                                              | FKpt Martin Ruchay                                                                       | |
| Februar 2012 – Juni 2012                | Einsatzgruppenversorger Berlin ab März 2012 zusätzlich: Seefernaufklärer P-3C ORION                          | FKpt Martin Waldmann                                                                     | |
| Mai 2012 – September 2012               | Fregatte Bremen Seefernaufklärer P-3C ORION                                                                  | FKpt Ingolf Schlobinsky                                                                  | |
| August 2012 – November 2012             | Fregatte Sachsen Seefernaufklärer P-3C ORION                                                                 | FKpt Andreas Krug                                                                        | Estnisches Vessel Protection Team |
| November 2012 – April 2013              | Fregatte Karlsruhe Seefernaufklärer P-3C ORION Autonomous Vessel Protection Detachment (2 Kontingente)       | FKpt Volker Blasche                                                                      | |
| April 2013 – August 2013                | Fregatte Augsburg                                                                                            | FKpt Bernhard Veitl                                                                      | |
| August 2013 – Dezember 2013             | Fregatte Niedersachsen ab Oktober 2013 zusätzlich: Seefernaufklärer P-3C ORION                               | FKpt Kurt Leonards                                                                       | |
| Dezember 2013 – April 2014              | Fregatte Hessen Seefernaufklärer P-3C ORION                                                                  | FKpt Dirk Jacobus                                                                        | |
| April 2014 – August 2014                | Fregatte Brandenburg Betriebsstofftanker Rhön (mit Vessel Protection Detachment) Seefernaufklärer P-3C ORION | FKpt Gerald Liebich (Kdt Brandenburg)                                                    | Flaggschiff für Force Commander FltlAdm Jürgen zur Mühlen |
| März 2014 – Juli 2014                   | Fregatte Brandenburg Betriebsstofftanker Rhön (mit Vessel Protection Detachment) Seefernaufklärer P-3C ORION | FKpt Gerald Liebich (Kdt Brandenburg)                                                    | |
| Juli 2014 – Oktober 2014                | Einsatzgruppenversorger Berlin Seefernaufklärer P-3C ORION                                                   | FKpt Marcel Rosenbohm                                                                    | mit eingeschifftem Marineeinsatzrettungszentrum |
| Oktober 2014 – Februar 2015             | Fregatte Lübeck Seefernaufklärer P-3C ORION                                                                  | FKpt Peter Semrau                                                                        | |
| Oktober 2014 – Dezember 2014            | Fregatte Lübeck Seefernaufklärer P-3C ORION                                                                  | FKpt Peter Semrau                                                                        | Niederländisches Boardingteam |
| Februar 2015 – Juni 2015                | Fregatte Bayern Seefernaufklärer P-3C ORION Fregatte Hessen Einsatzgruppenversorger Berlin                   | FKpt Frank Fähnrich                                                                      | Niederländisches Boardingteam auf Bayern |
| März 2015 – Juli 2015                   | Fregatte Bayern Seefernaufklärer P-3C ORION Fregatte Hessen Einsatzgruppenversorger Berlin                   | FKpt Rainer Bormann (ab Juni 2015)                                                       | Niederländisches Boardingteam auf Bayern |
| April 2015                              | Fregatte Bayern Seefernaufklärer P-3C ORION Fregatte Hessen Einsatzgruppenversorger Berlin                   | FKpt Rainer Bormann (ab Juni 2015)                                                       | Hessen und Berlin als Teil des Einsatz- und Ausbildungsverbandes 2015 für drei Wochen OP Atalanta unterstellt                                                                 |
| August 2015 – März 2016                 | Korvette Erfurt ab September 2015 zusätzlich: Seefernaufklärer P-3C ORION                                    | KKpt Andreas Kaspar (Kdt Erfurt)                                                         | Erstmaliger Einsatz einer Korvette K130, Besatzungswechsel im Oktober 2015 und Februar 2016                                                                                   |
| August 2015 – März 2016                 | Korvette Erfurt ab September 2015 zusätzlich: Seefernaufklärer P-3C ORION                                    | FKpt Bodo Ahlers (ab September 2015 Kdt P-3C-Detachment)                                 | Erstmaliger Einsatz einer Korvette K130, Besatzungswechsel im Oktober 2015 und Februar 2016                                                                                   |
| August 2015 – März 2016                 | Korvette Erfurt ab September 2015 zusätzlich: Seefernaufklärer P-3C ORION                                    | KKpt Robert Schmidt (ab Dezember 2015 Kdt Erfurt)                                        | Erstmaliger Einsatz einer Korvette K130, Besatzungswechsel im Oktober 2015 und Februar 2016                                                                                   |
| August 2015 – März 2016                 | Korvette Erfurt ab September 2015 zusätzlich: Seefernaufklärer P-3C ORION                                    | FKpt Thomas Klitzsch (ab Februar 2016 Kdt Erfurt)                                        | Erstmaliger Einsatz einer Korvette K130, Besatzungswechsel im Oktober 2015 und Februar 2016                                                                                   |
| März 2016 – August 2016                 | Fregatte Bayern Betriebstofftanker Spessart ab Juni 2016 zusätzlich: Seefernaufklärer P-3C ORION             | FltlAdm Jan C. Kaack                                                                     | Bayern Flaggschiff für Force Commander FltlAdm Jan C. Kaack |
| September 2016 – Dezember 2016          | Seefernaufklärer P-3C ORION                                                                                  | KKpt Christian Borchardt                                                                 | |
| Dezember 2016 – Januar 2017             | DVUG Ab Februar 2017 eine deutsche OP-Gruppe im französischen Einsatzlazarett in Djibouti.                   | FKpt Jens Brömel                                                                         | Am 1. Februar 2017 wurde die Deutsche Versorgungs- und Unterstützungsgruppe (DVUG) in den Deutschen Anteil Support Element ATALANTA (DEU A SEA) umstrukturiert und umbenannt. |
| Januar 2017 – März 2017                 | Deutscher Anteil Support Element ATALANTA (DEU A SEA)                                                        | FKpt Michael van Engelen                                                                 | |
| März 2017 – Juni 2017                   | Seefernaufklärer P-3C ORION zusätzlich: deutsche OP-Gruppe im französischen Einsatzlazarett in Djibouti.     | FKpt Heiko Millhahn (bis 3. Mai 2017) FKpt Henry Pönisch (ab 3. Mai 2017)                | |
| Juni 2017 – September 2017              | Deutscher Anteil Support Element ATALANTA (DEU A SEA)                                                        | KKpt Michael Zischke (bis 25. Juli 2017) KKpt Emmanuel Pirierros (ab 25. Juli 2017)      | |
| September 2017 – Dezember 2017          | Seefernaufklärer P-3C ORION Deutscher Anteil Support Element ATALANTA (DEU A SEA)                            | KKpt Emmanuel Pirierros (bis 12. Oktober 2017) FKpt Axel Schilling (ab 12. Oktober 2017) | |
| Dezember 2017 – März 2018               | Deutscher Anteil Support Element ATALANTA (DEU A SEA)                                                        | FKpt Axel Schilling (bis 16. Februar 2018) FKpt Stefan Neugebauer (ab 16. Februar 2018)  | |
| März 2018 – Juni 2018                   | Seefernaufklärer P-3C ORION Deutscher Anteil Support Element ATALANTA (DEU A SEA)                            | FKpt Stefan Neugebauer                                                                   | |
| Juni 2018 – September 2018              | Deutscher Anteil Support Element ATALANTA (DEU A SEA)                                                        | FKpt Jörg Reppin                                                                         | |
| September 2018 – Dezember 2018          | Seefernaufklärer P-3C ORION Deutscher Anteil Support Element ATALANTA (DEU A SEA)                            | KKpt / FKpt Etienne Wilke                                                                | |
| Dezember 2018 – März 2019               | Deutscher Anteil Support Element ATALANTA (DEU A SEA)                                                        | FKpt Dirk Müller                                                                         | |
| März 2019 – Juni 2019                   | Seefernaufklärer P-3C Deutscher Anteil Support Element ATALANTA (DEU A SEA)                                  | KKpt Michael Langhof                                                                     | |
| Juni 2019 – September 2019              | Deutscher Anteil Support Element ATALANTA (DEU A SEA)                                                        | KKpt Sascha Overmeyer                                                                    | 28. Einsatzkontingent |
| seit September 2019                     | Seefernaufklärer P-3C und Deutscher Anteil Support Element ATALANTA (DEU A SEA)                              | FKpt Thomas Szczepanski                                                                  | 29. Deutsches Einsatzkontingent EUNAVFOR Somalia Operation ATALANTA |
| Dezember 2019 – März 2020               | Deutscher Anteil Support Element ATALANTA (DEU A SEA)                                                        | KKpt Oliver Wellinger                                                                    | |
| März 2020 – 16. Juni 2020               | Seefernaufklärer P-3C und Deutscher Anteil Support Element ATALANTA (DEU A SEA)                              | FKpt Michael Stephan Tobias Buchert                                                      | |
| Seit 16. Juni 2020 – 10. September 2020 | Deutscher Anteil Support Element ATALANTA (DEU A SEA)                                                        | FKpt Marko Feldmann                                                                      | |
| 10. September 2020 – 11. Dezember 2020  | Seefernaufklärer P-3C und Deutscher Anteil Support Element ATALANTA (DEU A SEA)                              | FKpt Sascha Siemer                                                                       | |
| Seit 11. Dezember 2020                  | Deutscher Anteil Support Element ATALANTA (DEU A SEA)                                                        | KKpt Allan Seemann                                                                       | |
| Seit 15. März 2021                      | Deutscher Anteil Support Element ATALANTA (DEU A SEA)                                                        | FKpt Michael Langhof                                                                     | |

### Kritik in Deutschland
Kritiker der Mission merkten an, dass die Mission nicht die gesellschaftlichen Ursachen der Piraterie angehe. Zweifel gibt es auch darüber, ob die Grundrechtseingriffe gegenüber Tatverdächtigen hinreichend gesetzlich legitimiert sind.
Im Zusammenhang mit der geplanten Ausweitung der Operation auf Küstengebiete Somalias kritisierte die Opposition das Mandat als ein „unkalkulierbares Abenteuer“. Unbeteiligte könnten gefährdet werden, gleichzeitig sei es für die Piraten einfach, ihre Infrastruktur weiter ins Landesinnere zu verlegen, außerhalb der Reichweite des Mandates. Befürworter sprachen dagegen davon, dass eine Ausweitung des Mandates das Geschäft der Piraten deutlich unbequemer machen würde.

## Sonstiges
Alle zivilen und militärischen Schiffe können im Rahmen der Nothilfe bei einem Piratenüberfall Hilfe leisten. Außerhalb der explizit dafür vorgesehenen Operation Atalanta beteiligen sich verschiedene Nationen am Einsatz gegen die Piraterie in diesem Seegebiet.
Es wurde in der EU diskutiert, ob die Operation Atalanta auch auf die Huthi Angriffe ausgeweitet werden sollte (siehe Raketenangriffe auf Huthi-Kräfte im Jemen 2024). Jedoch legte Spanien sein Veto dagegen ein. Daraufhin beschloss die EU eine eigene Mission gegen die Huthi zu starten.

## Weitere Friedensmissionen in Somalia
Neben EU NAVFOR Somalia sind derzeit auch folgende Missionen vor Ort aktiv:
- UNSOM – eine politische Unterstützungsmission der UN
- EUCAP Somalia – eine zivile, nicht-exekutive Aufbau- und Ausbildungsmission der EU
- EUTM Somalia – eine militärische, nicht-exekutive Trainingsmission der EU
- AMISOM – eine militärische, exekutive Friedensmission der Afrikanischen Union auf dem Festland Somalias.